# Tring Museum
Het Tring Museum te Tring in Hertfordshire (Groot-Brittannië), is de oorspronkelijke naam van wat later het Natural History Museum at Tring ging heten. Het is gevestigd in het Walter Rothschildgebouw in het Tring Park en maakt nu deel uit van het Natural History Museum.
Het Tring Museum werd in 1892 gesticht door Lionel Walter, 2de Baron Rothschild. Hij bracht er zijn verzameling geprepareerde dieren in onder en stelde de verzameling in 1892 open voor het publiek.